# Fallen (Stryper)
Fallen è l'undicesimo album in studio del gruppo musicale statunitense Stryper, pubblicato il 9 ottobre 2015 dalla Frontiers Records.

## Tracce
Testi e musiche di Michael Sweet, eccetto dove indicato.
1. Yahweh – 6:21 (Michael Sweet, Clint Lowery)
2. Fallen – 3:46
3. Pride – 4:32
4. Big Screen Lies – 4:29
5. Heaven – 4:20
6. Love Like You Do – 3:53 (Michael Sweet, Oz Fox)
7. All Over Again – 3:50
8. After Forever (cover dei Black Sabbath) – 5:51 (Tony Iommi, Ozzy Osbourne, Bill Ward, Geezer Butler)
9. Till I Get What I Need – 2:41
10. Let There Be Light – 4:32
11. The Calling – 3:54 (Michael Sweet, Oz Fox)
12. King of Kings – 4:13

## Formazione
- Michael Sweet – voce, chitarra
- Oz Fox – chitarra, cori
- Tim Gaines – basso
- Robert Sweet – batteria